# Museum of Bad Art
Il Museum of Bad Art (MOBA) è un museo privato che si propone di "celebrare la fatica di artisti il cui lavoro non potrà venir apprezzato in nessun'altra tribuna". Esso ha presentato per lungo tempo almeno due sedi parallele in Massachusetts: una a Somerville e l'altra a Brookline, oggi chiusa. La sua collezione permanente include 500 "opere d'arte troppo brutte per essere ignorate".
Il MOBA venne fondato nel 1994, quando l'antiquario Scott Wilson mostrò un dipinto, recuperato dall'immondizia, ad un amico che gli suggerì di iniziare una collezione. Durante l'anno seguente, Wilson decise di trasferire le varie opere, che aveva intanto raccolto in casa sua, presso il Dedham Theatre. Il cofondatore Jerry Reilly dichiarò nel 1995:
Per appartenere alla collezione del MOBA, le opere devono essere originali, avere finalità serie, e difetti significativi che le rendono divertenti; i curatori del museo non sono infatti interessati alle creazioni volutamente di cattivo gusto.
Oltre ad essere stato menzionato in quotidiani internazionali e riviste, Il MOBA ha ispirato numerosi altri collezionisti a raccogliere "atrocità visive". Deborah Solomon del New York Times mise in evidenza che vari musei del mondo iniziarono a seguire le orme del MOBA esponendo "il meglio del peggio nell'arte". Il museo venne accusato da alcuni di essere anti-artistico, ma i suoi fondatori smentirono questo dichiarando che esso era un tributo alla sincerità degli artisti che hanno perseverato con la loro attività, malgrado qualcosa sia andato molto male durante il processo. La cofondatrice Marie Jackson dichiarò:

## Storia
Il Museum of Bad Art venne fondato nel 1994 dall'antiquario Scott Wilson che, quando era a Boston, recuperò fra i rifiuti quello che divenne il dipinto "simbolo" del museo: Lucy in the Field with Flowers. Wilson era originalmente interessato alla sola cornice di Lucy, ma quando lo mostrò al suo amico Jerry Reilly quest'ultimo volle tenere con sé anche la tela. Wilson espose inizialmente il dipinto a casa propria, e incoraggiò, successivamente, i suoi amici ad accumulare per lui altre opere d'arte "pessime". In seguito all'acquisizione di un'altra nuova opera, che Wilson definì "altrettanto amabile", essi decisero di avviare una collezione. Più tardi, Reilly e sua moglie Marie Jackson organizzarono una festa in casa loro per esibire le loro opere; secondo le loro intenzioni, questa fu l'inaugurazione del Museum of Bad Art.
Le diverse visite alle esposizioni dei pezzi recuperati da Wilson, Reilly e Jackson (anche se non mancavano lavori donati da terzi), divennero ingestibili quando la piccola "casa-museo" vide affluire centinaia di visitatori. Per tentare un rimedio a questa difficoltà, i curatori pubblicarono il Virtual Museum of Bad Art: un CD ROM che permette di vedere le immagini delle varie opere della collezione.
Il considerevole successo del museo rimase invariato, ma, secondo le testimonianze, la situazione "sfuggì completamente di mano" quando un bus pieno di cittadini anziani si fermò per visitarlo. Nel 1995 le opere vennero quindi trasferite nel più vasto seminterrato del Dedham Community Theatre.
Già a partire dai primi giorni, il nuovo MOBA presentò le sue opere in diverse mostre quali Art Goes Out the Window — The Gallery in the Woods, Awash in Bad Art, Buck Naked — Nothing But Nudes, Freaks of Nature, e Hackneyed Portraits.
Nel 2008 venne aperta una nuova galleria del museo presso il Somerville Theatre dell'omonima città. Altre esibizioni alle quali partecipò il museo furono Bright Colors / Dark Emotions e Know What You Like / Paint How You Feel. Varie opere del MOBA sono state inoltre ospitate in musei della Virginia, di Ottawa, e dello stato di New York.
Nel mese di febbraio del 2009, il MOBA intraprese una raccolta fondi per sostenere il Rose Art Museum (presso la Brandeis University), che stava vendendo opere considerate capolavori a causa di difficoltà economiche dovute alla grande recessione e per il suo coinvolgimento nel cosiddetto scandalo della Madoff Investment. L'attuale curatore del MOBA, Michael Frank, vendette, sul sito di aste eBay, Studies in Digestion: un'opera di Deborah Grumet che mostra diverse interpretazioni delle funzionalità dell'apparato digerente. Originalmente venduta per 10 dollari, Studies in Digestion venne acquistata con una somma pari a 152,53 dollari. Sebbene questa iniziativa servisse solamente a finanziare il Rose Art Museum, essa contribuì a rendere più noti entrambi i musei.
Nel 2010 è aperta la terza sede del MOBA a Brookline. Nel 2018, la prima location, quella situata presso il Dedham Theatre, venne chiusa per ospitare una sala di proiezione.

## Furti
La perdita di due opere del MOBA contribuì ad aumentare la sua attenzione mediatica e la sua rilevanza. Il primo dipinto rubato fu Eileen, nel 1996. L'opera, attribuita ad R. Angelo Le, venne recuperata nell'immondizia da Wilson, e presentava, già dal suo ritrovamento, il taglio di un coltello sulla tela. Secondo il MOBA, quest'ultimo particolare "aggiunge un elemento drammatico ad un già potente lavoro". Il museo offrì una ricompensa di 6,50 dollari (più tardi salita a 36,73 dollari) a chi avrebbe ritrovato il dipinto; esso venne rinvenuto solamente nel 2006, ovvero dieci anni dopo la sua scomparsa. Sebbene il ladro avesse richiesto al museo un riscatto pari a 5.000 dollari, questo non venne pagato, ma il dipinto venne restituito comunque.
In seguito al furto di Eileen, il MOBA installò una finta videocamera a fianco della scritta "Attenzione. Questa galleria è protetta da una finta videocamera di sicurezza". Nonostante questo deterrente, nel 2004 il dipinto Self Portrait as a Drainpipe, attribuito a Rebecca Harris, venne rubato e rimpiazzato con una nota in cui il ladro richiedeva 10 dollari di riscatto, senza che vi fossero tuttavia informazioni per contattarlo. Nonostante ciò, il dipinto venne presto rinvenuto, e fu donata al ritrovatore una ricompensa pari a 10 dollari.

## Gli standard della collezione

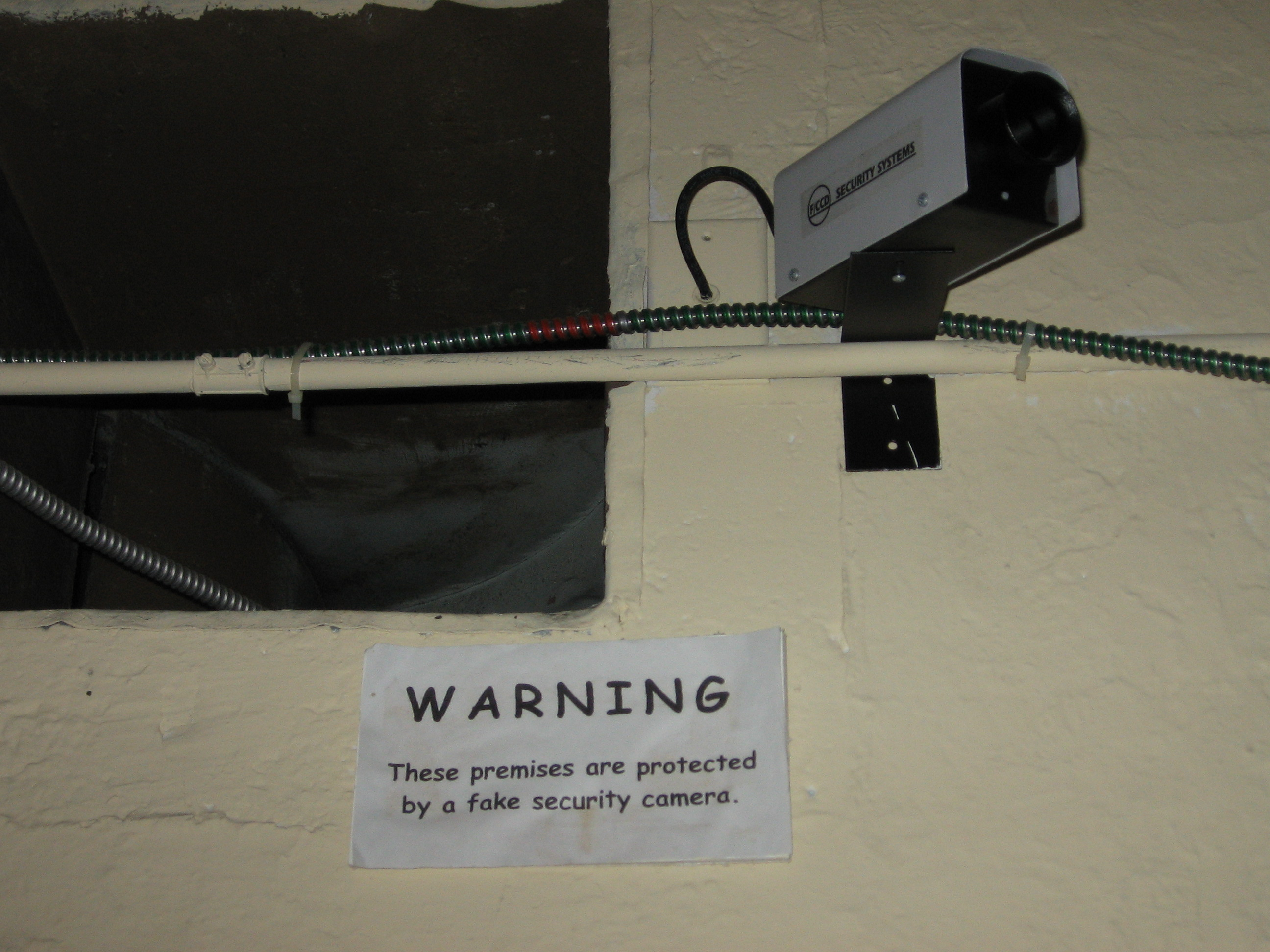
Finta telecamera di sicurezza nel MOBA del Dedham Teatre.

Sebbene la massima del museo sia "Arte troppo brutta per essere ignorata", il MOBA accetta solo opere che rispettano rigorosamente determinati standard. Secondo la curatrice Marie Jackson:
Come esposto nel libro ufficiale del museo, Museum of Bad Art: Masterworks, per far parte del MOBA un'opera d'arte deve, prima di tutto, essere stata realizzata da qualcuno che ha alle spalle un'istruzione artistica. La mancanza di talento dell'autore non è fondamentale per essere inclusa; un lavoro del MOBA deve essere, infatti, "irresistibile", o, come dichiarò il curatore Ollie Hallowell, avere una qualità che spinga l'osservatore a dichiarare frasi quali "oh mio Dio".
Per poter far parte della collezione, i dipinti e le sculture non devono essere noiosi. Michael Frank ha espresso che il museo non è interessato ad opere con finalità commerciali e dichiarò:
Il Montserrat College of Art sfrutta le esibizioni del MOBA per dimostrare agli studenti che, durante la realizzazione di un'opera, "la sincerità rimane un elemento importante, e la purezza degli scopi è valida".
Il MOBA accetta anche opere non sollecitate se queste presentano standard validi. Solitamente, i curatori del museo prendono in considerazione le opere degli autori che esprimono un'intensità od un'emozione artistiche impossibili da conciliare con il loro talento. Altri artisti sono tecnicamente validi, ma hanno realizzato opere reputate scadenti. Dean Nimmer, un professore del Massachusetts College of Art, notò diverse somiglianze fra gli standard del Museum of Bad Art e quelli di altre istituzioni:
Il Museum of Bad Art non colleziona lavori realizzati dai bambini, o arte tradizionalmente intesa come di scarsa qualità (oggetti kitsch, opere riprodotte industrialmente o destinate al turismo ecc...) I curatori del MOBA sostengono, infatti, che i luoghi più appropriati dove esporre tali oggetti sarebbero gli ipotetici "Museo del Dubbio Gusto", "Collezione Internazionale della Robaccia", e "Tesoreria Nazionale dell'Ambigua Decorazione Casalinga."
Il museo è stato accusato di essere "anti-artistico" e di deridere opere gentilmente donate. Malgrado ciò, Scott Wilson ha insistito sul fatto che ogni opera esposta nel MOBA serve a celebrare l'entusiasmo del suo artista. Marie Jackson ha invece sostenuto in più occasioni:
La curatrice Louise Reilly Sacco dichiarò invece:
I curatori del MOBA insistono inoltre sul fatto che il museo seleziona le opere con cura e che l'accumularle è un "win-win": il museo otterrebbe infatti un nuovo pezzo, e il suo autore entra a far parte del museo. Un articolo del 1997 del Chicago Tribune mise in evidenza che nessuno dei circa quindici artisti che scoprirono di aver realizzato un'opera esposta nel museo ne rimase turbato.
Molte opere del museo sono state donate dagli stessi artisti che le hanno realizzate. Altre provengono da mercatini dell'usato; la Trash Collectors Union (Unione dei Raccoglitori di Immondizia) di Cambridge ha donato opere che sarebbero andate altrimenti distrutte. In altri casi, i dipinti vengono acquistati; sebbene, un tempo, il MOBA si fosse posto come principio quello di non spendere oltre i 6,50 dollari per pezzo, più recentemente ha deciso di raddoppiare o triplicare quella somma nel caso l'opera venisse considerata "eccezionale". Tutti i lavori che il museo non conserva vengono accumulati in una "raccolta degli scarti" dove possono essere venduti all'asta. In passato, alcuni degli incassi ricavati da aste dove vennero vendute queste opere, sono stati donati come segno di riconoscimento all'Esercito della Salvezza, che ha ceduto molte opere al museo.

## Alcune opere della collezione
Ciascun dipinto o scultura del MOBA è accompagnato da una breve descrizione contenente le informazioni sulle sue generalità (tecnica, dimensioni, e nome dell'artista), la storia che descrive il modo in cui esso venne acquisito, ed una breve analisi. Molte delle descrizioni sono attribuite a Marie Jackson, Michael Frank e Louise Reilly Sacco.

### Lucy in the Field with Flowers
Lucy in the Field with Flowers (olio su tela di un autore sconosciuto; ritrovato nei rifiuti a Boston) è il preferito dai media di informazione e dai mecenati. Oltre ad essere stato il primo dipinto acquisito dal museo, nonché quello che "impostò gli standard successivamente seguiti da tutte le seguenti acquisizioni del museo", Lucy è considerato "un dipinto così importante da obbligare la sua conservazione per i posteri".
Kate Swoger della Gazette di Montreal considerò Lucy "un errore meraviglioso", e la descrisse in questo modo:
L'autore Cash Peters la definì, più bruscamente, "la vecchia con una poltrona incollata al culo".
Nella didascalia di Lucy del MOBA è scritto:
Il Times riportò i commenti di un visitatore del museo che, quando vide il dipinto, dichiarò:
La "nipote" di Lucy, un'infermiera di nome Susan Lawlor, divenne fan del MOBA quando vide il ritratto su un quotidiano poiché vi riconobbe, infatti, sua nonna Anna Lally Keane (ca. 1890–1968). Il dipinto venne commissionato da sua madre, e quando fu terminato, Lawlor dichiarò:

### Sunday on the Pot with George
Sunday on the Pot with George (acrilico su tela di un autore sconosciuto; donato da Jim Schulman) venne ritenuto un dipinto "iconico" da Bella English del Boston Globe, che garantì al suo osservatore il "cento per cento di possibilità che scoppi a ridere".
Molti ammiratori di George, che fu la prima opera donata al museo, si sono dichiarati "ipnotizzati" dall'immagine di un uomo corpulento in mutande, seduto su un vaso da notte, e dipinto in uno stile che ricorda il puntinismo di Georges Seurat. Un critico dichiarò che lo stile puntinista di George potrebbe essere il risultato di qualcuno che "ha visto troppa televisione". L'autrice Amy Levin sostenne che l'opera è una parodia di Una domenica pomeriggio sull'isola della Grande-Jatte. La rivista satirica Annals of Improbable Research identificò "in modo provvisorio" il soggetto con il procuratore statunitense John Ashcroft.
Nella descrizione che il MOBA dedicò a George è scritto:

### Juggling Dog in Hula Skirt
Una più recente acquisizione del MOBA, Juggling Dog in Hula Skirt (tempera e acrilico su tela di Mari Newman; donato dall'artista), viene considerato dai curatori del museo un "delicato esempio di inutilità". Gli stessi dichiararono:
Tuttavia, il museo ama questo "mistero" così come ogni altro aspetto dell'arte.
Newman, un'artista professionale di Minneapolis, spiegò ai curatori la storia dell'opera. Dopo aver acquistato una tela di lunghe dimensioni, dipinse un cane ispirandosi al bassotto di un cartone animato. Insoddisfatta del risultato, decise di aggiungere al soggetto un gonnellino e delle ossa colorate, ispirati rispettivamente a quelli che vide in una rivista ed in un negozio di animali. Quando decise di buttare via il dipinto, Newman venne a conoscenza del MOBA, e decise di donarglielo.

### Temi e interpretazioni
Lo scrittore Cash Peters sostenne che sono sei le caratteristiche comuni a molte opere d'arte del MOBA. La prima sarebbe l'incapacità di molti autori nel realizzare mani e piedi, che vengono a volte nascosti con alcuni oggetti o non raffigurati all'interno della tela. In secondo luogo, Peters paragonò i pittori William Turner e Rembrandt, definiti dei "grandi paesaggisti che potrebbero realizzare opere tenendo gli occhi chiusi" agli autori del MOBA, che sembrano dipingere ad occhi chiusi poiché "i cieli sono sempre e comunque blu, la flora delle opere non ha nulla in comune con quella reale, mentre la fauna, quando è raffigurata in lontananza, è difficile riconoscerla." Come terza, quarta e quinta caratteristica Peters mise rispettivamente in evidenza che, nelle opere, la prospettiva è inconsistente, i nasi sono mal realizzati, e alcune di esse sono realizzate con "tecniche miste" quali piume, glitter, e capelli incollati. Per ultimo, dichiarò che, quando ritengono un loro lavoro mal riuscito, gli artisti del MOBA pensano di poterlo "salvare" aggiungendovi una scimmia o un barboncino.
A partire dal 2008, il Museum of Bad Art ha permesso ai visitatori di dare un titolo e scrivere una didascalia per alcuni lavori. Molte delle opinioni relative alle opere vengono raccolte e, fra esse, quelle ritenute le migliori vengono aggiunte a fianco del dipinto. Un professore della Boston University, dichiarò:

## Influenza
Il Museum of Bad Art è stato citato in centinaia di pubblicazioni internazionali, ed ha ispirato altre collezioni simili presenti in Ohio, Seattle, e Australia. I membri di una compagnia teatrale di Minneapolis, i Commedia Beauregard, realizzarono un atto dedicato alle loro opere preferite del museo.

### Reazioni al museo
I visitatori del museo possono firmare e lasciare un commento. Un ospite canadese scrisse: 
Un altro visitatore ammonì:
Nel 2006, Louise Reilly Sacco partecipò ad un dibattito sugli standard della bellezza e della bruttezza (documentato su Architecture Boston) insieme ad alcune autorità legate all'arte. In quell'occasione, mise in evidenza che gli insegnanti delle scuole d'arte superiori portano, a volte, i loro studenti al MOBA e successivamente al Museum of Fine Arts di Boston. Aggiunse inoltre:
Lei ha sostenuto inoltre che, a livelli estremi, la bruttezza è più appariscente della bellezza, ed ha invitato la gente a giudicare più profondamente tutto ciò che è sbagliato o mal riposto.
Jason Kaufman, un professore della Harvard University che insegna sociologia della cultura, scrisse che il MOBA è parte di una moda sociale che definisce "fastidismo", secondo la quale le sedi dei mass media promuovono performance e artisti che realizzano ciò che è brutto in modo intelligente. Il Museum of Bad Art, che incorpora questa moda, sfrutta il suo obbiettivo principale per deridere il sistema di giudizio tradizionale con cui la gente identifica ciò che è brutto da ciò che non lo è. Per Kaufman:
Amy Levin, descrivendo il come la storia e la cultura americane si siano sviluppate a partire da diversi piccoli musei locali, sostiene che il MOBA è una parodia dell'arte stessa, e che i commenti rivoltigli, le varie newsletter che riceve, il suo sito web, e le sue pubblicazioni, deridono i musei quando si auto-dichiarano autorità della bella arte. La direttrice dell'Ellipse Art Center, una galleria di Arlngton che ospitò un'esibizione del MOBA, fu sorpresa nel vedervi gente ridere dato che, fino a quel momento, nessun visitatore della galleria aveva mai reagito in questo modo di fronte alle opere che vi sono esposte. Lei dichiarò:
Deborah Solomon scrisse, nel New York Times Magazine, che il successo del MOBA riflette una moda dell'arte moderna fra gli artisti e il pubblico. L'arte astratta e quella moderna, che emersero agli inizi del ventesimo secolo, resero il modo di apprezzare l'arte più esoterico e meno accessibile per la comunità, e spinsero "il pubblico americano... a considerare i musei zone intimidatorie gestite da un gruppo di esperti i cui gusti e rituali somigliano a quelli dei preti bizantini."

## Uso nelle ricerche accademiche
Il Museum of Bad Art è stato preso come punto di riferimento in alcuni studi accademici. In uno di questi, documentato nella rivista Perspectives on Psychological Science, i ricercatori chiesero a due gruppi di persone, uno che ha dovuto ragionare "di pancia" ed un altro che ha fatto commenti più ragionati, di giudicare varie opere del MOBA e del Museum of Modern Art (MoMA). Lo studio mise in evidenza che le risposte "razionali" furono meno coerenti e consistenti di quelle "di pancia".
In un altro studio, dove vennero adoperate le immagini di quindici opere di artisti celebri (quali Paul Gauguin, Georgia O'Keeffe, e Georges-Pierre Seurat), e altre quindici del MOBA, venne richiesto ai partecipanti di stabilire quale era la posizione corretta dei dipinti che, durante l'esperimento, erano stati ruotati verticalmente od orizzontalmente. Fra le diverse conclusioni dell'esperimento, i partecipanti stabilirono che la correttezza della posizione di un'opera non è il solo fattore che ne stabilisce la qualità.